# Markarian 421
Markarian 421 (również Mrk 421, QSO B1101+384) – blazar znajdujący się w gwiazdozbiorze Wielkiej Niedźwiedzicy w odległości około 360 milionów lat świetlnych od Ziemi.
Jest to jeden z najbliższych blazarów od Ziemi, będący równocześnie jednym z najjaśniejszych kwazarów na nocnym niebie. Markarian 421 jest galaktyką aktywną, należy do grupy lacertyd oraz jest silnym źródłem promieniowania gamma.
Markarian 421 jest intensywnie badany przez astrofizyków. Ze względu na jego jasność (około 13,3m) obiekt może być oglądany przez astronomów amatorów w mniejszych teleskopach.